# 万枚子
万枚子（1905年—？），谱名德涵，学名班，笔名梅子、双呆、大海、陈寿、陈出、特罕子，男，湖北潜江人，中国报刊编辑、社会活动家，曾任国务院参事，中国国民党革命委员会中央委员会顾问。